# Erkenning (verjaring)
Erkenning is een term die in het recht gebruikt wordt en verband houdt met verjaring. Deze betekenis van erkenning wordt gegeven in boek 3 van het Nederlandse Burgerlijk wetboek. In artikel 3:318 is geregeld dat bij een lopende verjaring van een rechtsvordering de verjaring wordt gestuit als het recht waarop de vordering betrekking heeft door de schuldenaar wordt erkend. 